# Planetário de Tatuí
O Planetário de Tatuí é um planetário localizado em Tatuí.  Equipado com o projetor AsterDomus ASTER modelo IV com 8,0 metros de diâmetro e 6,20 metros de altura central. O projetor Aster IV foi o primeiro projetor planetário fabricado inteiramente no Brasil, para domos até 8 metros. O Planetário foi inaugurado em 22 de abril de 2000.
Em homenagem ao professor Romildo Póvoa Faria, o Planetário de Tatuí mudou sei nome para Planetário Professor Romildo Povoa Faria apos a morte do mesmo em 2009 